# Equipe mista nos Jogos Olímpicos de Verão de 1896
As primeiras edições dos Jogos Olímpicos da Era Moderna permitiram que atletas individuais compusessem times com atletas de outros países. O Comitê Olímpico Internacional agora agrupa os seus resultados sob a designação de Equipe mista  (Código do COI ZZX).  Nos Jogos Olímpicos de Verão de 1896, duas das três duplas a medalhar nos eventos das duplas do Tênis tinham nacionalidade mista.

## Medalhistas
| Medalha           | Nome                                                | Esporte | Evento           |
| ----------------- | --------------------------------------------------- | ------- | ---------------- |
| Medalha de ouro   | GBR John Pius Boland GER Friedrich Traun            | Tênis   | Duplas masculino |
| Medalha de prata  | GRE Dionysios Kasdaglis GRE Demetrios Petrokokkinos | Tênis   | Duplas masculino |
| Medalha de bronze | AUS Edwin Flack GBR George S. Robertson             | Tênis   | Duplas masculino |